# Спринг Вали (Њујорк)
Спринг Вали (енгл. Spring Valley) град је у америчкој савезној држави Њујорк.

## Демографија
По попису из 2010. године број становника је 31.347, што је 5.883 (23,1%) становника више него 2000. године.
| Група             | 2000.          | 2010.          |
| Белци             | 7.866 (30,9%)  | 8.834 (28,2%)  |
| Афроамериканци    | 11.200 (44,0%) | 11.550 (36,8%) |
| Азијати           | 1.415 (5,6%)   | 1.191 (3,8%)   |
| Хиспаноамериканци | 3.921 (15,4%)  | 9.588 (30,6%)  |
| Укупно            | 25.464         | 31.347         |